# Aleksandra Wójcik (gimnastyczka)
Aleksandra Wójcik (ur. 5 marca 1985 w Lęborku) – polska gimnastyczka, olimpijka z Aten 2004.
Uczestnika mistrzostw świata w:
- 2003 roku zajęła 8. miejsce w  konkurencji drużynowej w dwie piłki/trzy obręcze[1].
- 2009 roku, gdzie zajęła 9. miejsce w układzie zbiorowym z 5 obręczami, 13. miejsce w układzie zbiorowym z 3 wstążkami/2 skakankami oraz 11. miejsce w wieloboju drużynowym[2]

Uczestniczka mistrzostw Europy w roku 2008 w których zajęła 10. miejsce w układach zbiorowych.
Na igrzyskach olimpijskich w roku 2004 wystąpiła w wieloboju drużynowym zajmując 10. miejsce.